# Debelets (bergskedja)
Debelets (bulgariska: Дебелец) är en bergskedja i Bulgarien.   Den ligger i regionen Stara Zagora, i den centrala delen av landet, 200 km öster om huvudstaden Sofia.
Trakten runt Debelets består till största delen av jordbruksmark. Runt Debelets är det ganska tätbefolkat, med 52 invånare per kvadratkilometer.